# Diplochorda concisa
Diplochorda concisa är en tvåvingeart som först beskrevs av Walker 1861.  Diplochorda concisa ingår i släktet Diplochorda och familjen borrflugor. Inga underarter finns listade i Catalogue of Life.